# Stor-Kunoögrund
Stor-Kunoögrund is een van de eilanden van de Lule-archipel. Het eiland ligt net zoals Lill-Kunoögrund ten noordwesten van Kunoön. Het heeft geen oeververbinding en er staan enkele kleine huizen.